# Power & Control
A Power & Control egy dal Marina and the Diamonds walesi énekesnő második, Electra Heart című stúdióalbumáról. 2012. július 20-án jelent meg a lemez második kislemezeként a 679 Records gondozásában. A dalt jelölték a 2012-es Popjustice £20 Music Prize-ra.

## Videóklip
A dalhoz tartozó videóklip Casper Balslev rendezésében készült. Az Electra Heart-sorozat hatodik részeként, 2012. május 30-án került bemutatásra a kisfilm, melyben Dylan Garner is szerepet kapott.

## Számlista és formátumok
- iTunes EP[1]

1. Power & Control (Michael Woods Remix) – 6:38
2. Power & Control (Eliphino Remix) – 4:42
3. Power & Control (Brachles – Drum and Squares Remix) – 4:26
4. Power & Control (Krystal Klear Remix) – 3:54
5. Power & Control (Brachles – Dub Mix) – 4:49

## Slágerlistás helyezések
| Kislemezlista (2012) | Legjobb helyezés |
| -------------------- | ---------------- |
| Brit kislemezlista   | 193              |

## Fordítás
Ez a szócikk részben vagy egészben  a   Power & Control című angol Wikipédia-szócikk fordításán alapul.  Az eredeti cikk szerkesztőit annak laptörténete sorolja fel. Ez a jelzés csupán a megfogalmazás eredetét és a szerzői jogokat jelzi, nem szolgál a cikkben szereplő információk forrásmegjelöléseként.